# Rudolf Leuckart
Karl Georg Friedrich Rudolf Leuckart (Helmstedt, 7 de outubro de 1822 – Leipzig, 6 de fevereiro de 1898) foi um zoólogo alemão.

## Biografia
Estudou na Universidade de Göttingen. Trabalhou na Universidade de Giessen (1850) e, posteriormente, na Universidade de Leipzig (1870).
Tornou-se membro da Royal Society em 1877.
Leuckart é o autor de Die Parasiten des Menschen (dois volumes, 1862 e 1876). Igualmente publicou numerosos artigos sobre a morfologia e a biologia das tênias que podem infestar o ser humano e o  cão. Foi  o primeiro a demonstrar que certas doenças humanas são causadas por organismos multicellulaires.
Descreveu também a estrutura das poríferas e a classe dos celenterados, que separou dos  equinodermes.
Pela sua obra pode ser considerado como o pioneiro da parasitologia e da ecologia animal.

## Obras
- R. Leuckart, Frey, Beiträge zur Kenntnis wirbelloser Tiere, Braunschweig, 1847
- Über die Morphologie und Verwandtschaftsverhältnisse der wirbellosen Tiere, Braunschweig, 1848
- Zur Morphologie und Anatomie der Geschlechtsorgane, Braunschweig, 1848
- Beiträge zur Lehre der Befruchtung, Göttinger Nachrichten, 1849
- Über den Polymorphismus der Individuen oder die Erscheinungen der Arbeitsteilung in der Natur, Gießen, 1851
- Zoologische Untersuchungen, Gießen, 1853-54, 3 Hefte
- R. Leuckart, Bergmann, Vergleichende Anatomie und Physiologie, Stuttgart, 1852
- Die Fortpflanzung und Entwicklung der Pupiparen, Halle, 1857
- Zur Kenntnis des Generationswechsels und der Parthenogenesis bei den Insekten, Frankfurt, 1858
- Untersuchungen über Trichina spiralis, Leipzig, 1860, 2. Aufl. 1866
- Die Blasenwürmer und ihre Entwicklung, Gießen, 1856
- Die Parasiten des Menschen und die von ihnen herrührenden Krankheiten, Leipzig, 1863-76, 2 Bde.; 2. Aufl. 1879 ff.
- Die Entwicklunggeschichte des Leberegels (Distonum hepaticum, dt.), in: Zoologischer Anzeiger 4, 1881
- Neue Beiträge zur Kenntnis des Baes und der Lebensgeschichte der Nematoden, in: Abbh. Königl. Sächs. Ges. Wiss. Math.-physikal. Cl 1887

## Fonte
- Biografia